# Liga dos Campeões da CAF de 2020–21 – Fase Final
A Fase Final da Liga dos Campeões da CAF de 2020–21 foi disputada entre 14 de maio até 17 de julho de 2021. Um total de 8 equipes competiram nesta fase.

## Calendário
| Fase             | Data do sorteio     | Partida de ida         | Partida de volta       |
| ---------------- | ------------------- | ---------------------- | ---------------------- |
| Quartas de final | 30 de abril de 2021 | 14–15 de maio de 2021  | 21–22 de maio de 2021  |
| Semifinais       | 30 de abril de 2021 | 18–19 de junho de 2021 | 25–26 de junho de 2021 |
| Final            | 30 de abril de 2021 | 17 de julho 2021       | 17 de julho 2021       |

## Equipes classificadas
| Grupo | Vencedores         | Segundo-lugares |
| ----- | ------------------ | --------------- |
| A     | Simba              | Al-Ahly         |
| B     | Mamelodi Sundowns  | CR Belouizdad   |
| C     | Wydad Casablanca   | Kaizer Chiefs   |
| D     | Espérance de Tunis | MC Alger        |

## Chaveamento
O sorteio e o chaveamento da fase final foi definida no sorteio realizado em 30 de abril de 2021 em Cairo no Egito.
|  | Quartas de final       | Quartas de final | Quartas de final | Quartas de final |   |                    | Semifinais     | Semifinais     | Semifinais     | Semifinais     |  |  | Final         | Final       | Final       | Final       |
|  | 14–22 de maio          | 14–22 de maio    | 14–22 de maio    | 14–22 de maio    |   |                    | 19–26 de junho | 19–26 de junho | 19–26 de junho | 19–26 de junho |  |  | 17 de julho   | 17 de julho | 17 de julho | 17 de julho |
|  |                        |                  |                  |                  |   |                    |                |                |                |                |  |  |               |             |             |             |
|  | MC Alger               | 1                | 0                | 1                |   |                    |                |                |                |                |  |  |               |             |             |             |
|  | Wydad Casablanca       | 1                | 1                | 2                |   |                    |                |                |                |                |  |  |               |             |             |             |
|  | Wydad Casablanca       | 1                | 1                | 2                |   | Wydad Casablanca   | 0              | 0              | 0              |                |  |  |               |             |             |             |
|  |                        |                  |                  |                  |   | Wydad Casablanca   | 0              | 0              | 0              |                |  |  |               |             |             |             |
|  |                        | Kaizer Chiefs    | 1                | 0                | 1 |                    |                |                |                |                |  |  |               |             |             |             |
|  | Kaizer Chiefs          | Kaizer Chiefs    | 1                | 0                | 1 | 4                  | 0              | 4              |                |                |  |  |               |             |             |             |
|  | Kaizer Chiefs          |                  |                  |                  |   | 4                  | 0              | 4              |                |                |  |  |               |             |             |             |
|  | Simba                  | 0                | 3                | 3                |   |                    |                |                |                |                |  |  |               |             |             |             |
|  |                        |                  |                  |                  |   |                    |                |                |                |                |  |  | Kaizer Chiefs | 0           |             |             |
|  |                        |                  | Al-Ahly          | 3                |   |                    |                |                |                |                |  |  |               |             |             |             |
|  | CR Belouizdad          | 2                | 0                | 2 (2)            |   |                    |                |                |                |                |  |  |               |             |             |             |
|  | Espérance de Tunis (p) | 0                | 2                | 2 (3)            |   |                    |                |                |                |                |  |  |               |             |             |             |
|  | Espérance de Tunis (p) | 0                | 2                | 2 (3)            |   | Espérance de Tunis | 0              | 0              | 0              |                |  |  |               |             |             |             |
|  |                        |                  |                  |                  |   | Espérance de Tunis | 0              | 0              | 0              |                |  |  |               |             |             |             |
|  |                        | Al-Ahly          | 1                | 3                | 4 |                    |                |                |                |                |  |  |               |             |             |             |
|  | Al-Ahly                | Al-Ahly          | 1                | 3                | 4 | 2                  | 1              | 3              |                |                |  |  |               |             |             |             |
|  | Al-Ahly                |                  |                  |                  |   | 2                  | 1              | 3              |                |                |  |  |               |             |             |             |
|  | Mamelodi Sundowns      | 0                | 1                | 1                |   |                    |                |                |                |                |  |  |               |             |             |             |

## Quartas de final
| Equipe 1      | Total       | Equipe 2           | 1.º jogo | 2.º jogo |
| ------------- | ----------- | ------------------ | -------- | -------- |
| Al-Ahly       | 3–1         | Mamelodi Sundowns  | 2–0      | 1–1      |
| MC Alger      | 1–2         | Wydad Casablanca   | 1–1      | 0–1      |
| CR Belouizdad | 2–2 (2–3 p) | Espérance de Tunis | 2–0      | 0–2      |
| Kaizer Chiefs | 4–3         | Simba              | 4–0      | 0–3      |

### Partidas de ida
| 14 de maio de 2021 | MC Alger   | 1 – 1     | Wydad Casablanca  | Estádio 5 de Julho de 1962, Argel  |
| 20:00 (UTC+1)      | Rebiaï 83' | Relatório | Jabrane 66' (pen) | Árbitro: ETH Bamlak Tessema Weyesa |

| 15 de maio de 2021 | CR Belouizdad           | 2 – 0     | Espérance de Tunis | Estádio 5 de Julho de 1962, Argel      |
| 17:00 (UTC+1)      | Draoui 35' · Sayoud 82' | Relatório |                    | Árbitro: COD Jean-Jacques Ndala Ngambo |

| 15 de maio de 2021 | Kaizer Chiefs                               | 4 – 0     | Simba | Estádio FNB, Joanesburgo   |
| 18:00 (UTC+2)      | Mathoho 6' · Nurković 34', 57' · Castro 63' | Relatório |       | Árbitro: CMR Alioum Alioum |

| 15 de maio de 2021 | Al-Ahly                   | 2 – 0     | Mamelodi Sundowns | Estádio Al Salam, Cairo       |
| 21:00 (UTC+2)      | Taher 23' · S. Mohsen 89' | Relatório |                   | Árbitro: SEN Maguette N'Diaye |

### Partidas de volta
| 22 de maio de 2021 | Mamelodi Sundowns | 1 – 1     | Al-Ahly     | Estádio Lucas Masterpieces Moripe, Pretória |
| 15:00 (UTC+2)      | Lebusa 30'        | Relatório | Ibrahim 11' | Árbitro: ZAM Janny Sikazwe                  |

Al-Ahly venceu por 3–1 no placar agregado.
| 22 de maio de 2021 | Simba                      | 3 – 0     | Kaizer Chiefs | Estádio Nacional, Dar es Salaam        |
| 16:00 (UTC+3)      | Bocco 24', 56' · Chama 86' | Relatório |               | Árbitro: BDI Pacifique Ndabihawenimana |

Kaizer Chiefs venceu por 4–3 no placar agregado.
| 22 de maio de 2021 | Wydad Casablanca | 1 – 0     | MC Alger | Estádio Mohammed V, Casablanca |
| 17:00 (UTC+1)      | El Karti 90+2'   | Relatório |          | Árbitro: BOT Joshua Bondo      |

Wydad Casablanca venceu por 2–1 no placar agregado.
| 22 de maio de 2021 | Espérance de Tunis             | 2 – 0 (pro) | CR Belouizdad | Estádio Olímpico, Radès     |
| 17:00 (UTC+1)      | Benguit 68' · Ben Romdhane 87' | Relatório   |               | Árbitro: GAM Bakary Gassama |

|                                     |       | Penalidades                         |  |
| Ben Romdhane Badri Chaalali Benguit | 3 – 2 | Sayoud Gasmi Draoui Djerrar Nessakh |  |

2–2 no placar agregado. Espérance de Tunis venceu na disputa por pênaltis.

## Semifinais
| Equipe 1           | Total | Equipe 2      | 1.º jogo | 2.º jogo |
| ------------------ | ----- | ------------- | -------- | -------- |
| Wydad Casablanca   | 0–1   | Kaizer Chiefs | 0–1      | 0–0      |
| Espérance de Tunis | 0–4   | Al-Ahly       | 0–1      | 0–3      |

### Partidas de ida
| 19 de junho de 2021 | Espérance de Tunis | 0 – 1     | Al-Ahly    | Estádio Olímpico, Radès   |
| 17:00 (UTC+1)       |                    | Relatório | Sherif 67' | Árbitro: RSA Victor Gomes |

| 19 de junho de 2021 | Wydad Casablanca | 0 – 1     | Kaizer Chiefs | Estádio Mohammed V, Casablanca |
| 20:00 (UTC+1)       |                  | Relatório | Nurković 34'  | Árbitro: SEN Maguette N'Diaye  |

### Partidas de volta
| 26 de junho de 2021 | Kaizer Chiefs | 0 – 0     | Wydad Casablanca | Estádio FNB, Joanesburgo               |
| 18:00 (UTC+2)       |               | Relatório |                  | Árbitro: COD Jean-Jacques Ndala Ngambo |

Kaizer Chiefs venceu por 1–0 no placar agregado.
| 26 de junho de 2021 | Al-Ahly                                        | 3 – 0     | Espérance de Tunis | Estádio Internacional do Cairo, Cairo |
| 21:00 (UTC+2)       | Maâloul 38' (pen) · Sherif 56' · El Shahat 60' | Relatório |                    | Árbitro: CMR Alioum Alioum            |

Al-Ahly venceu por 4–0 no placar agregado.

## Final
A final foi disputada em uma partida única no Estádio Mohammed V em Casablanca no Marrocos.
| 17 de julho de 2021 | Kaizer Chiefs | 0 – 3     | Al-Ahly                               | Estádio Mohammed V, Casablanca         |
| 20:00 (UTC+1)       |               | Relatório | Sherif 53' · Magdy 64' · El Solia 74' | Árbitro: BDI Pacifique Ndabihawenimana |